# Luftschallwandler
Als Luftschallwandler werden Lautsprecher bezeichnet, die elektrische Leistung in Ultraschall in Luft und Gasen wandeln und umgekehrt (→ Reziprozität).
Da Gase eine sehr geringe Dichte haben, kann Schallenergie effizient nur über eine gute Ankopplung an das Medium  erzeugt werden. Daher weisen Ultraschallwandler gegenüber anderen Lautsprechern einige Besonderheiten auf, um effizient Ultraschall bzw. Luft-Ultraschall zu erzeugen. Meist werden Membranen verwendet.
Es gibt mehrere Methoden:
1. Prinzip Elektrostatischer Lautsprecher:
Eine dünne, metallbeschichtete Kunststoffmembran, die als eine von zwei Kondensator-Elektrode gegen ein Gitter als zweite Elektrode arbeitet. Durch Anlegen einer hohen Gleichspannung, die mit einer  Wechselspannung überlagert ist, entsteht zwischen den beiden Elektroden eine wechselnde elektrostatische Anziehung, welche die Membran in Schwingungen versetzt.
Nachteil: Es sind hohe elektrische Spannungen erforderlich und der Wandler ist empfindlich gegen Umgebungseinflüsse (Feuchtigkeit, Nässe, …).
2. Prinzip Ferroelektrischer Lautsprecher:
- PVDF-Folien haben piezoelektrische Eigenschaften und können durch eine Wechselspannung an aufgebrachten Elektroden in Schwingungen versetzt werden.

Nachteil: geringe Empfindlichkeit als Empfänger.
- Piezofon: Biegeschwinger aus einer dünnen Metallmembran und einer aufgeklebten Piezokeramik-Scheibe. Dieser Aufbau wird z. B. bei Parkhilfen in PKW eingesetzt.

Nachteil: Die Frequenzbandbreite dieses Wandlers ist sehr gering. Sie beträgt nur wenige Prozent (−6-dB-Bandbreite etwa 3…5%)
- Kombination verschiedener Schwingungsmodi (Biegeschwinger und Dickenschwinger), wobei die Membran gleichzeitig als Anpassschicht ausgeführt ist (Viertelwellenlängen-Anpassschicht: Die Dicke der Membran entspricht dem Viertel der Schallwellenlänge im Membranmaterial). Dadurch entsteht konstruktive Interferenz. Das Membranmaterial muss dafür eine sehr niedrige akustische Impedanz aufweisen, um effektiv Schallenergie in das Gas übertragen zu können, d. h. die Dichte und die Longitudinal-Schallgeschwindigkeit müssen sehr gering sein. Dies wird z. B. mit Composite-Materialien aus einer Epoxid-Matrix mit eingebetteten Glashohlkugeln erreicht.